# 柳叶野豌豆
柳叶野豌豆（学名：Vicia venosa）为豆科野豌豆属的植物。分布于朝鲜、俄罗斯、日本、蒙古以及中国大陆的东北、内蒙古等地，生长于海拔600米至1,800米的地区，多生长于山脚及针阔叶混交林下湿草地，目前已由人工引种栽培。

## 别名
脉叶野豌豆（中国主要植物图说· 豆科）、脉基巢菜（国产牧草植物）、细脉巢菜（吉林）、脉草藤（内蒙古）